# Liste der Bodendenkmäler in Dasing
Auf dieser Seite sind die Bodendenkmäler in der schwäbischen Gemeinde Dasing zusammengestellt. Diese Tabelle ist eine Teilliste der Liste der Bodendenkmäler in Bayern. Grundlage ist die Bayerische Denkmalliste, die auf Basis des Bayerischen Denkmalschutzgesetzes vom 1. Oktober 1973 erstmals erstellt wurde und seither durch das Bayerische Landesamt für Denkmalpflege geführt wird. Die folgenden Angaben ersetzen nicht die rechtsverbindliche Auskunft der Denkmalschutzbehörde.

## Bodendenkmäler in Dasing
| Lage                                | Objekt | Akten-Nr.     | Bild                                          |
| ----------------------------------- | --- | ------------- | --------------------------------------------- |
| (Standort)                          | Brandgräber der römischen Kaiserzeit.                                                                                                  | D-7-7532-0039 |                                               |
| (Standort)                          | Siedlung der römischen Kaiserzeit. | D-7-7532-0040 |                                               |
| (Standort)                          | Grabhügel vorgeschichtlicher Zeitstellung                                                                                              | D-7-7532-0041 |                                               |
| (Standort)                          | Grabhügel vorgeschichtlicher Zeitstellung.                                                                                             | D-7-7532-0042 |                                               |
| (Standort)                          | Vogelherd der frühen Neuzeit (Erdwerk im Taitinger Holz).                                                                              | D-7-7532-0043 |                                               |
| (Standort)                          | Brandgräber der mittleren bis späten Bronzezeit, Siedlung vorgeschichtlicher Zeitstellungsowie der Bronze- und Latènezeit.             | D-7-7532-0064 |                                               |
| St.-Emeran-Straße 26 (Standort)     | Mittelalterliche Vorgängerbauten der katholischen Kapelle St. Emmeram in Taiting.                                                      | D-7-7532-0098 | Mittelalterliche Vorgängerbauten              |
| (Standort)                          | Siedlung der Römischen Kaiserzeit. | D-7-7532-0106 |                                               |
| (Standort)                          | Siedlung der Latènezeit. | D-7-7532-0196 |                                               |
| Marienstraße 7 (Standort)           | Mittelalterliche und frühneuzeitliche Befunde im Bereich der katholischen Pfarrkirche Mariä Verkündigung in Taiting.                   | D-7-7532-0197 | Mittelalterliche und frühneuzeitliche Befunde |
| St.-Nikolaus-Weg 13 (Standort)      | Mittelalterliche und frühneuzeitliche Befunde im Bereich der katholischen Filialkirche St. Nikolaus in Bitzenhofen.                    | D-7-7532-0199 | Mittelalterliche und frühneuzeitliche Befunde |
| (Standort)                          | Straße der römischen Kaiserzeit | D-7-7532-0216 |                                               |
| (Standort)                          | Grabenwerk vor- und frühgeschichtlicher Zeitstellung                                                                                   | D-7-7632-0002 |                                               |
| (Standort)                          | Mittelalterlicher Burgstall (Burgstall Dasing).                                                                                        | D-7-7632-0003 | weitere Bilder                                |
| (Standort)                          | Körpergräber des Frühmittelalters. | D-7-7632-0011 |                                               |
| (Standort)                          | Mittelalterlicher Burgstall. | D-7-7632-0012 |                                               |
| (Standort)                          | Straße der römischen Kaiserzeit. | D-7-7632-0014 |                                               |
| (Standort)                          | Befestigung des Mittelalters (Ringwall im Kirchholz (Haberskirch)).                                                                    | D-7-7632-0025 | weitere Bilder                                |
| (Standort)                          | Straße der römischen Kaiserzeit. | D-7-7632-0053 |                                               |
| (Standort)                          | Straße der römischen Kaiserzeit. | D-7-7632-0065 |                                               |
| (Standort)                          | Grabhügel vorgeschichtlicher Zeitstellung.                                                                                             | D-7-7632-0073 |                                               |
| (Standort)                          | Grabhügel vorgeschichtlicher Zeitstellung.                                                                                             | D-7-7632-0074 |                                               |
| (Standort)                          | Siedlung der Hallstattzeit. | D-7-7632-0080 |                                               |
| (Standort)                          | Grabenwerk vor- und frühgeschichtlicher Zeitstellung.                                                                                  | D-7-7632-0082 |                                               |
| (Standort)                          | Siedlung der römischen Kaiserzeit. | D-7-7632-0087 |                                               |
| (Standort)                          | Siedlung der römischen Kaiserzeit. | D-7-7632-0088 |                                               |
| (Standort)                          | Siedlung und Töpferei der römischen Kaiserzeit.                                                                                        | D-7-7632-0089 |                                               |
| (Standort)                          | Mühlenstandort der römischen Kaiserzeit und des frühen Mittelalters.                                                                   | D-7-7632-0093 |                                               |
| (Standort)                          | Siedlung vorgeschichtlicher Zeitstellung                                                                                               | D-7-7632-0100 |                                               |
| (Standort)                          | Handwerksplatz vorgeschichtlicher Zeitstellung.                                                                                        | D-7-7632-0101 |                                               |
| (Standort)                          | Straße der römischen Kaiserzeit. | D-7-7632-0102 |                                               |
| (Standort)                          | Siedlung der jüngeren Latènezeit. | D-7-7632-0104 |                                               |
| (Standort)                          | Siedlung des Frühmittelalters. | D-7-7632-0105 |                                               |
| (Standort)                          | Siedlung vor- und frühgeschichtlicher Zeitstellung.                                                                                    | D-7-7632-0143 |                                               |
| Kirchstraße 6 (Standort)            | Mittelalterliche und frühneuzeitliche Befunde im Bereich der katholischen Pfarrkirche St. Martin in Dasing.                            | D-7-7632-0146 | weitere Bilder                                |
| Riedener Straße 11 (Standort)       | Mittelalterliche und frühneuzeitliche Befunde im Bereich der katholischen Pfarrkirche St. Georg in Laimering.                          | D-7-7632-0151 |                                               |
| Am Pfarrhof 3 (Standort)            | Mittelalterliche und frühneuzeitliche Befunde im Bereich der katholischen Pfarrkirche St. Vitus in Rieden.                             | D-7-7632-0155 |                                               |
| St.-Peter-und-Paul-Weg 1 (Standort) | Mittelalterliche und frühneuzeitliche Befunde im Bereich der katholischen Filialkirche St. Peter und Paul in Tattenhausen.             | D-7-7632-0157 |                                               |
| Pfarrstraße 9 (Standort)            | Mittelalterliche und frühneuzeitliche Befunde im Bereich der katholischen Pfarrkirche der Heiligen Unschuldigen Kinder in Wessiszell.  | D-7-7632-0158 |                                               |
| (Standort)                          | Siedlung vor- und frühgeschichtlicher Zeitstellung.                                                                                    | D-7-7632-0159 |                                               |
| (Standort)                          | Mittelalterliche und frühneuzeitliche Befunde im Bereich der katholischen Filialkirche St. Franziskus in Sankt Franziskus.             | D-7-7632-0162 |                                               |
| (Standort)                          | Mühlenstandort des Mittelalters und der Neuzeit                                                                                        | D-7-7632-0163 |                                               |
| St.-Michael-Straße 13 (Standort)    | Mittelalterliche und frühneuzeitliche Befunde im Bereich der katholischen Filialkirche St. Michael in Zieglbach.                       | D-7-7632-0165 | weitere Bilder                                |
| (Standort)                          | Siedlung und Gräber der frühen und mittleren Bronzezeit.                                                                               | D-7-7632-0197 |                                               |
| (Standort)                          | Straße der römischen Kaiserzeit. | D-7-7632-0198 |                                               |
| (Standort)                          | Mittelalterliche und frühneuzeitliche Befunde im Bereich der katholischen Kapelle St. Nikolaus in Unterzell und ihrer Vorgängerbauten. | D-7-7632-0200 | Mittelalterliche und frühneuzeitliche Befunde |